# Histoires fantastiques (série télévisée, 2020)
Pour les articles homonymes, voir Amazing Stories (homonymie) et Histoires fantastiques (série télévisée, 1985).
Histoires fantastiques (Amazing Stories) est une série télévisée d'anthologie fantastique américaine en cinq épisodes d'environ 51 minutes, basée sur la série Histoires fantastiques de Steven Spielberg (toujours producteur dans cette nouvelle version), diffusée entre le 6 mars et le 3 avril 2020 sur la plateforme de vidéo à la demande Apple TV+.

## Synopsis
Histoires fantastiques est une anthologie de courts-métrages fantastiques, ou chaque épisode raconte une histoire.

## Distribution
Épisode 1
- Dylan O'Brien (VF : Jim Redler) : Sam Taylor
- Victoria Pedretti (VF : Marie Tirmont) : Evelyn Porter
- Micah Stock (en) (VF : Patrick Mancini) : Jake Taylor
- Sasha Alexander (VF : Ariane Deviègue) : Paula Porter
- Gabriel Olds (en) (VF : Pierre Tessier) : William
- Cullen Douglas (en) (VF : Philippe Peythieu) : Henry Barrett

Épisode 2
- Hailey Kilgore (en) (VF : Alice Taurand) : Tuka Myrtle Hall
- E'myri Crutchfield (VF : Justine Berger) : Sterling Johnson
- Shane Paul McGhie (en) (VF : Jean-Michel Vaubien) : Lee Easton

Épisode 3
- Robert Forster : Joe Harris
- Tyler Crumley : Dylan Harris
- Kyle Bornheimer (VF : Guillaume Lebon) : Michael Harris
- Alison Bell (VF : Chloé Berthier) : Helen Harris
- Leander Suleiman : Sybil

Épisode 4
- Michelle Wilson (VF : Emmanuelle Rivière) : Sara Jordan
- Sasha Lane : Alia Jordan
- Josh Holloway (VF : Serge Biavan) : Wayne Wilkes
- Barret Swatek (en) : Mme Wilkes
- Linda Park (VF : Julie Turin) : Dr Mary Koh
- Lesa Wilson : Alexandra

Épisode 5
- Edward Burns (VF : Maurice Decoster) : Bill Kaminski
- Kerry Bishé (VF : Zina Khakhoulia) : Mary Ann Whitaker
- Austin Stowell (VF : Julien Allouf) : le lieutenant Theodore Cole
- Juliana Canfield (VF : Déborah Claude) : Nina Bowman

Version française : 
- Adaptation des dialogues : -

 Source et légende : version française (VF) sur RS Doublage

## Production

### Casting
Le 4 décembre 2018, il est annoncé que Edward Burns, Austin Stowell et Kerry Bishé joueront ensemble en tant qu'invités dans un des épisodes. Le 11 octobre 2019, on apprend que Robert Forster a joué son dernier rôle avant son décès dans la série. Le 19 janvier 2020, il est annoncé que Dylan O'Brien, Victoria Pedretti, Josh Holloway et  Sasha Alexander apparaîtront également dans la série.
Tous les épisodes de la série sont encadrées par Steven Spielberg.

### Tournage
Le tournage de la série débute en novembre 2018 dans l'État de Géorgie,, et notamment à Atlanta ainsi qu'au campus de Briarcliff de l'université Emory.

## Épisodes
1. La Cave (The Cellar)
2. L'Épreuve (The Heat)
3. Dynoman et le Volt (Dynoman and the Volt)
4. Signes de vie (Signs of Life)
5. La Faille (The Rift)